# Withania echinata
Withania echinata är en potatisväxtart som först beskrevs av Ryôkichi Ruôkichi Yatabe, och fick sitt nu gällande namn av A.T. Hunziker. Withania echinata ingår i släktet Withania och familjen potatisväxter. Inga underarter finns listade i Catalogue of Life.